# Eumannia
Eumannia es un género de polilla de la familia Geometridae. Fue descrita por primera vez por David Stephen Fletcher en 1979 y se puede encontrar distribuido en Europa.

## Especies
El género Eumannia contiene las especies: 
- E. arenbergeri Hausmann, 1995
- E. bytinskii (Wehrli, 1939)
- E. codetaria Oberthür, 1887
- E. fatimaria Bang-Haas, 1915
- E. lepraria (Rebel, 1909)
- E. oppositaria (Mann, 1864)
- E. oranaria Staudinger, 1892
- E. oxygonaria Püngeler, 1899
- E. psyloritaria (Reisser, 1958)